# Ricardo Montaner y sus amigos
Ricardo Montaner y sus amigos no suele considerarse de la discográfia oficial de Ricardo Montaner; se trata más bien de un álbum compilado de varios artistas, con la novedad que se ha incluido en el repertorio del disco la canción de “Un mundo ideal” cantada a dúo por la cantante española Michelle y Ricardo Montaner; tema principal de la película de dibujos animados “Aladdin” (1992).

## Temas
1. “Un mundo ideal” (a dúo: Michelle y Ricardo Montaner || Allan Menken/Tim Rice. Adaptación al español: R. López / A. Noguera).
2. “Ella”.
3. “El aroma de tu piel”.
4. “Una fan enamorada”. (Servando & Florentino)
5. “No la juzgues”. (Guaco)
6. “Por amor a ti”.
7. “Niña”.
8. “Lloras”.
9. “Te llevo grabada en mi piel”. (Nelson Arrieta)
10. “Alíviame”.
11. “Seremos dos enamorados”.
12. “Como es tan bella”. (Guaco)
13. “Yo soy como tú”.
14. “Colgando del cielo”.
15. “Me dolió”. (Sandino)

- Datos: Q6108361